# 巴尔的摩市政厅
巴尔的摩市政厅（Baltimore City Hall）是美国马里兰州巴尔的摩市的政府所在地，包括巴尔的摩市长和巴尔的摩市议会的办公室。该建筑还有市审计长、各种市政部门、机构和委员会，以及巴尔的摩市议会历史悠久的会议厅。它所在的街区北部以东列克星敦街（East Lexington Street）为界，西到吉尔福德大道（Guilford Avenue），南面是东费耶特街（East Fayette Street），东面是北霍利迪街（North Holliday Street）、市政厅广场（City Hall Plaza）和战争纪念广场（War Memorial Plaza）。这座六层高的建筑，由当时22岁的建筑师乔治·阿洛伊修斯·弗雷德里克（George Aloysius Frederick，1842–1924）设计，采用第二帝国风格，一种巴洛克复兴建筑，带有突出的孟莎式（Mansard）屋顶。